# Culturalismo
Na sociologia, antropologia e filosofia culturalismo é a corrente que defende a importância central da cultura como uma força organizadora nos assuntos humanos. O termo foi originalmente cunhado pelo filósofo e sociólogo polonês-americano Florian Znaniecki em seu livro Cultural Reality (1919). Znaniecki havia introduzido um conceito similar em publicações anteriores da língua polonesa, que ele descreveu como humanismo (humanizm). O termo culturalismo também foi usado nos primeiros trabalhos do círculo de antropologia cultural inglesa e nos estudos culturais de Stuart Hall. Hall define o culturalismo como a ênfase do cultural em oposição ao social, econômico ou histórico.

## Origens
O culturalismo de Znaniecki foi baseado em filosofias e teorias como as de Matthew Arnold (Cultura e Anarquia), Friedrich Nietzsche (voluntarismo), Henri Bergson (evolucionismo criativo), Wilhelm Dilthey (filosofia da vida), William James, John Dewey (pragmatismo) e Ferdinand C. Schiller (humanismo).
Znaniecki criticou vários pontos de vista filosóficos então predominantes: intelectualismo, idealismo, realismo, naturalismo e racionalismo. Ele também foi crítico do irracionalismo e intuicionismo.

## Características
Em resposta a essas críticas, Znaniecki propôs um novo marco teórico. O "culturalismo" foi uma abordagem ontológica e epistemológica que visa eliminar os dualismos, como a crença de que a natureza e a cultura são realidades opostas.
Esta abordagem permitiu-lhe "definir fenômenos sociais em termos culturais". Znaniecki defendia a importância da cultura, notando que nossa cultura molda nossa visão do mundo e de nosso pensamento. Znaniecki observa que, embora o mundo seja composto de artefatos físicos, não somos realmente capazes de estudar o mundo físico a não ser pelas lentes da cultura.
Entre os aspectos fundamentais da filosofia do culturalismo estão duas categorias: valor e ação. Elżbieta Hałas, que a chama de "antítese aos dogmas intelectuais do naturalismo", identifica as seguintes suposições:
- "O dualismo sujeito-objeto deve ser superado e o pensamento deve estar unido à realidade";
- "A realidade não é uma ordem absoluta, mas muda em uma evolução criativa";
- "Todas as imagens do mundo são relativas";
- "É falso opor-se à natureza e à cultura ou subordinar a cultura à natureza";
- "O valor é a categoria mais geral da descrição da realidade".

A filosofia do culturalismo de Znaniecki lançou as bases para seu sistema teórico mais amplo, baseado em outro conceito de seu "coeficiente humanista". Através de originalmente um conceito filosófico, o culturalismo foi desenvolvido por Znaniecki para informar suas teorias sociológicas.
O culturalismo de Znaniecki influenciou as visões sociológicas modernas do antipositivismo e antinaturalismo.
A forte ênfase em fatores culturais - também na manifestação de signos semióticos (cultura como um sistema de símbolos e significados) - como postulado por Clifford Geertz e David M. Schneider, vem sendo estudada desde meados da década de 1980.